# Charles Hyacinthe Leclerc de Landremont
Pour les articles homonymes, voir Charles Leclerc et Leclerc.
Charles Hyacinthe Leclerc de Landremont, né le 21 août 1739 à Fénétrange (Moselle), mort le 26 septembre 1818 à Nancy (Meurthe-et-Moselle), est un général de division de la Révolution française. Il a été brièvement commandant en chef de l'armée du Rhin.

## Biographie

### Famille
Charles Hyacinthe Leclerc de Landremont est le fils du capitaine de cavalerie Joseph Leclerc de Landremont et de Marie Anne de Morlot,. Il est le descendant du peintre Jean Le Clerc, anobli en 1623.

### Avant la Révolution française
Il entre au service le 18 avril 1759 comme dragon au régiment de Schomberg. Il passe cornette le 23 août 1760. Il est blessé et fait prisonnier à la bataille de Bidingen le 2 mars 1761. Libéré, il est nommé lieutenant en second le 3 octobre 1761, lieutenant en premier le 1er décembre 1763 et capitaine le 5 mai 1772.
Le 17 juin 1776 il commande le dépôt des recrues à Nancy, et le 5 avril 1780 il devient capitaine commandant au régiment de Schomberg-dragons, cantonné à Mirecourt. Le 16 janvier 1785 il est fait chevalier de Saint-Louis, et il passe chef d'escadron le 1er mai 1788.

### Officier à l'Armée du Rhin
Le 23 novembre 1791 il est nommé lieutenant-colonel, puis colonel le 12 juillet 1792, et enfin maréchal de camp à l'armée de la Moselle le 5 octobre 1792, sous les ordres du général Adam Philippe de Custine. Le 13 décembre 1792 il repousse les Impériaux jusqu'à leurs batteries de seconde ligne, et menace Konsaarbruck, mais il est attaqué par des troupes de réserve ennemies.
Le 2 avril 1793 il reste sur la rive gauche de la Lauter, et avec une avant-garde de six bataillons et de 2 000 chevaux il couvre la communication entre Wissembourg et Landau in der Pfalz.
Le 6 mai 1793 il attaque la brigade von Hotze et la chasse de la position de Herxheim. Le 17 mai 1793 il commande l'avant-garde d'une division du camp de Geisberg du général Custine, s'avance sur la grande route de Landau vers Impflingen ; il repousse avec vigueur les Autrichiens qui s'efforcent de déboucher du côté de Germersheim.
Il est élevé au grade de général de division le 18 mai 1793. Il est à l'avant-garde de six bataillons et de 2 000 chevaux et couvre la communication entre Weißenburg in Bayern et Landau in der Pfalz. Le 19 juillet 1793, avec le soutien de l'avant-garde de l'aile gauche, il débouche sur Franckweiler et chasse les ennemis. Seule l'armée de Condé réussit à reprendre Zeiskam.

### Commandant en chef de l'Armée du Rhin
Le 18 août 1793 il est nommé commandant en chef par intérim de l'armée du Rhin, en remplacement d'Alexandre de Beauharnais, malade. Il est confirmé dans son poste le 23 août par les représentants du peuple.
Le 20 août l'ennemi attaque avec des forces considérables sur tout le front. Les Républicains se replient. Le lendemain, il fait attaquer sans succès les coalisés dans leur nouvelle position. Puis c'est aux coalisés de contre-attaquer. Le régiment de Rohan émigré est repoussé dans les gorges de Bad Bergzabern. Il n'y aucun succès marqué de part et d'autre en août et en septembre 1793. Il tente en vain deux passages du Rhin, l'un à Fort-Louis et l'autre à Kehl.
Landremont crée les hussards du corps des Partisans de l'Armée du Rhin.

### Son arrestation, la prison
Cette tache de commandant en chef de l'armée du Rhin est immense. Déjà des députés en mission, comme Carnot, annoncent sa nomination à la Convention, mais demandent soit son remplacement, soit sa nomination officielle. Il doit sans cesse justifier ses actes, en particulier à Jean-Baptiste Lacoste, député du Cantal. Le 29 septembre 1793 il est suspendu, décrété d'arrestation et conduit à la prison de l'Abbaye à Paris, sans en connaître le motif. Antoine Guillaume Delmas prétexte son rôle dans la défense de Landau et refuse de le remplacer. Les jacobins supposent la trahison partout.
En réalité l'accusation vient de plus haut. Maximilien de Robespierre le considère comme dangereux. Il détaille la conduite de Landremont : « noble et très noble, comblé des faveurs du tyran, [et qui] n'avait rien fait des excellentes troupes qu'il commandait ». Maximilien de Robespierre parle également d'un « général perfide ». Il accuse les Brissotins et le côté droit de la Convention montagnarde de le soutenir.
Lors de son procès, il argumente que tous ses frères et ses cousins étaient volontaires et partis se battre pour défendre la patrie. Il retrouve la liberté à la chute de Robespierre le 27 juillet 1794. Il est autorisé à prendre sa retraite le 13 octobre 1794. Il est nommé le 24 mai 1795 inspecteur général des troupes à cheval et des remontes dans la 17e division militaire de Paris.

### Les naufragés de Calais
Il est employé le 5 juin 1795 sur les côtes du nord de la France, et en novembre à Calais il sauve des naufragés, qui sont pour certains d'entre eux des émigrés français, car il craint que les jacobins les massacrent. Il commence par faire mettre en liberté tous les naufragés qui sont de nationalité étrangère. L'accusateur public, du nom de Gosse, le seconde. Le ministre de la justice se met en colère et crée une commission spéciale pour juger les 53 survivants à Saint-Omer et les accuse d'être des émigrés pris les armes à la main. Cette commission se déclare incompétente du fait des réactions des habitants de la région et d'un parlementaire anglais et demande qu'ils soient jugés par un tribunal militaire. Philippe-Antoine Merlin de Douai fait destituer le général de Landremont le 14 décembre 1795, pour « lenteurs complaisantes envers les émigrés naufragés à Calais ». Le tribunal militaire se déclare incompétent. Les naufragés seront détenus dans des conditions lamentables pendant des années.
Il est admis à la retraite le 27 juin 1796. Il ne prend part à aucune bataille sous le Premier Empire. Il se retire à Nancy, où il meurt le 26 septembre 1818.

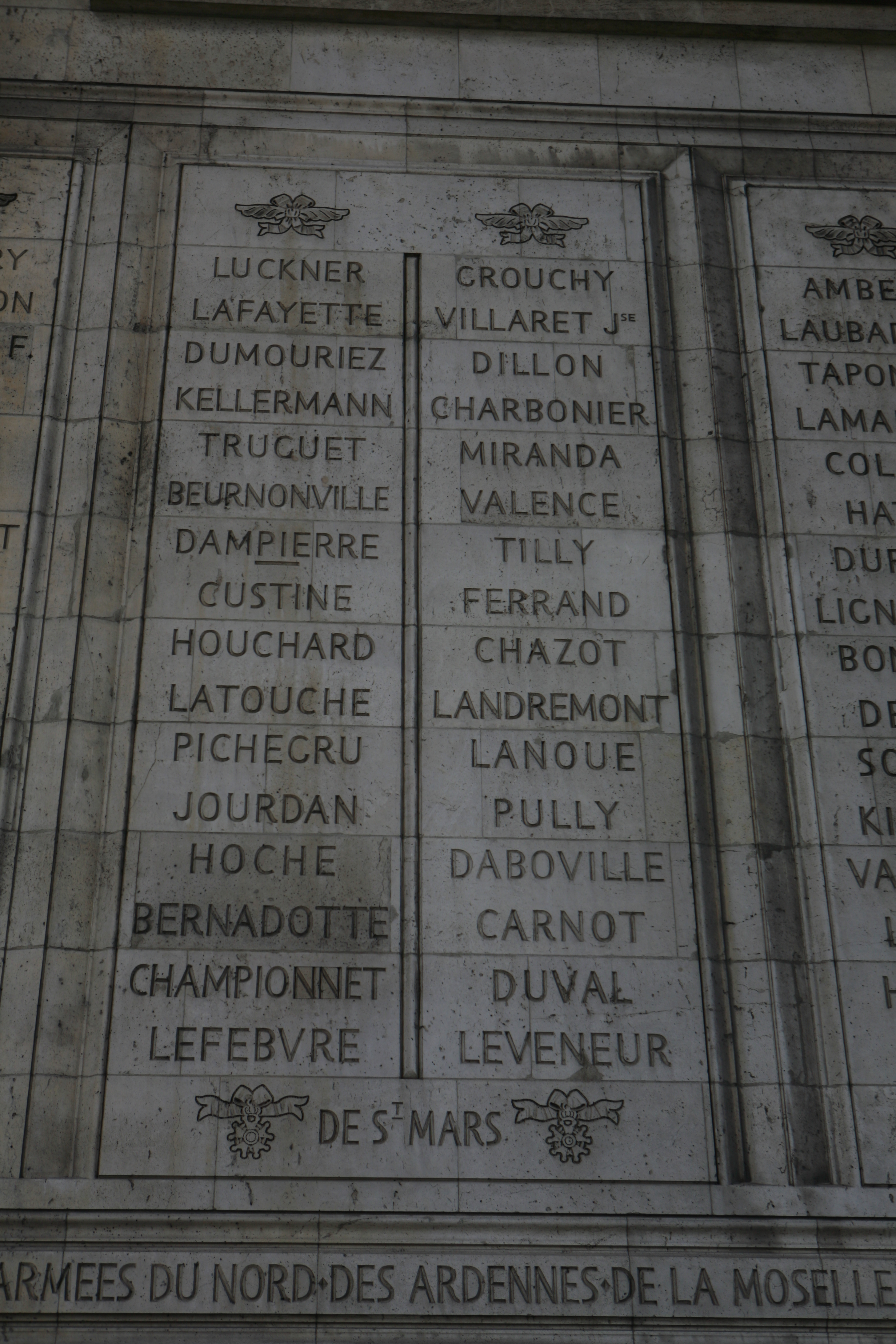
Noms gravés sous l'arc de triomphe de l'Étoile : pilier Nord, 3e et 4e colonnes.

## Hommages
Son nom fait partie des noms gravés sous l'arc de triomphe de l'Étoile.